# Uncobotyodes patulalis
Uncobotyodes patulalis là loài bướm đêm duy nhất của chi Uncobotyodes, thuộc họ Crambidae. Chúng được tìm thấy ở Ấn Độ (Darjeeling)